# Galambfa
A galambfa vagy zsebkendőfa (Davidia involucrata) a somfélék családjába tartozó közepes méretű lombhullató fa. Gyakran sorolják a Nyssaceae családba. Nemzetségének egyetlen tagja.
Dél-, Közép- és DNy-Kínában Hupej-től Kanszu-ig, Kujcsou, Szecsuan és Jünnan tartományokban őshonos.

## Változatok
Két változatát különböztetik meg a kissé eltérő leveleik alapján: 
- D. involucrata var. involucrata – a levelek ritkásan molyhosak a fonákon;
- D. involucrata var. vilmoriniana – csupasz levelek.[3]

Egyes botanikusok külön fajként kezelik őket, mert kromoszómaszámuk eltérő.

## Leírása
Mérsékelten gyorsan növő fa, természetes élőhelyén 20–25 m magasra nő. Levelei váltakozó állásúak, szimmetrikusak, 10–20 cm hosszúak, 7–15 cm szélesek, oválisak vagy szív alakúak.
Az apró, pirosas színű 1–2 cm-es a virágokat egy pár eltérő alakú (12–25 cm) fehér murvalevél veszi körül, melyek fehér galambra vagy zsebkendőre hasonlítanak, ezekről kapta magyar nevét.
A virágok tavasz végén-nyár elején nyílnak.
Termése kb. 10 cm hosszú kocsányon csüng, 3-6 magot tartalmaz.

## Története
Armand David (1826–1900), (Père David) francia vincés misszionárius 1869-ben Kínában egy tengerszintnél 2000 m-nél magasabban élő példányt írt le, és Párizsba küldött szárított mintákat, ezek alapján 1871-ben Henri Baillon írta le a fajt mint egy új nemzetség új tagját.

## Felhasználása
Kínából 1904-ben került Európába és Észak-Amerikába, ahol kedvelt díszfává vált parkokban és nagyobb kertekben. A legtöbb termesztésben álló fa a var. vilmoriniana.

## Galéria

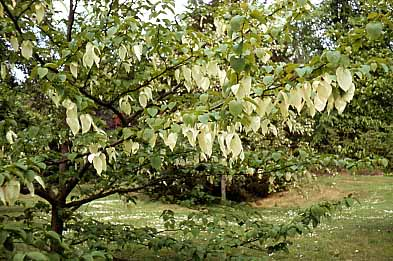
Fiatal virágzó példány
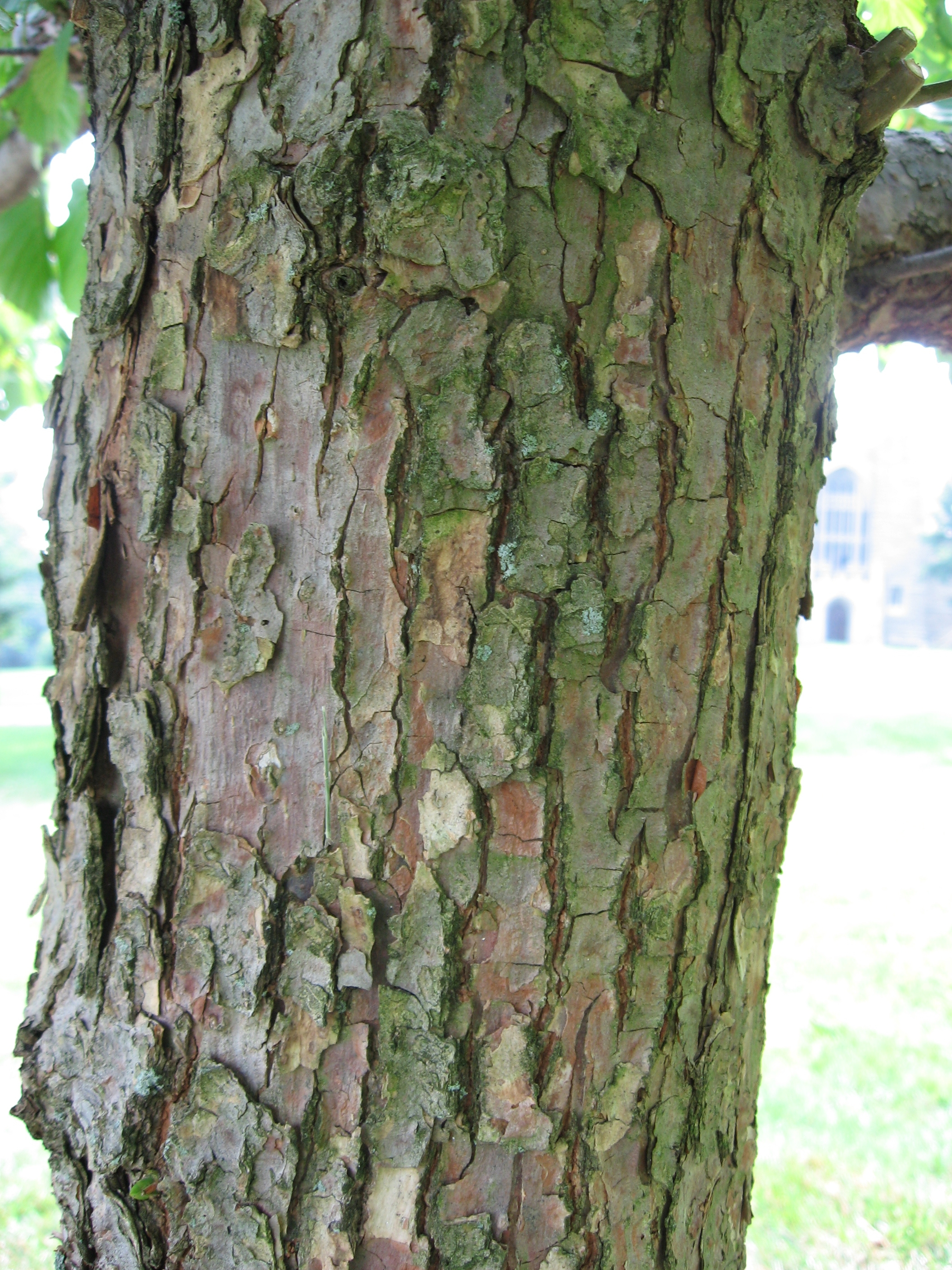
Kérge
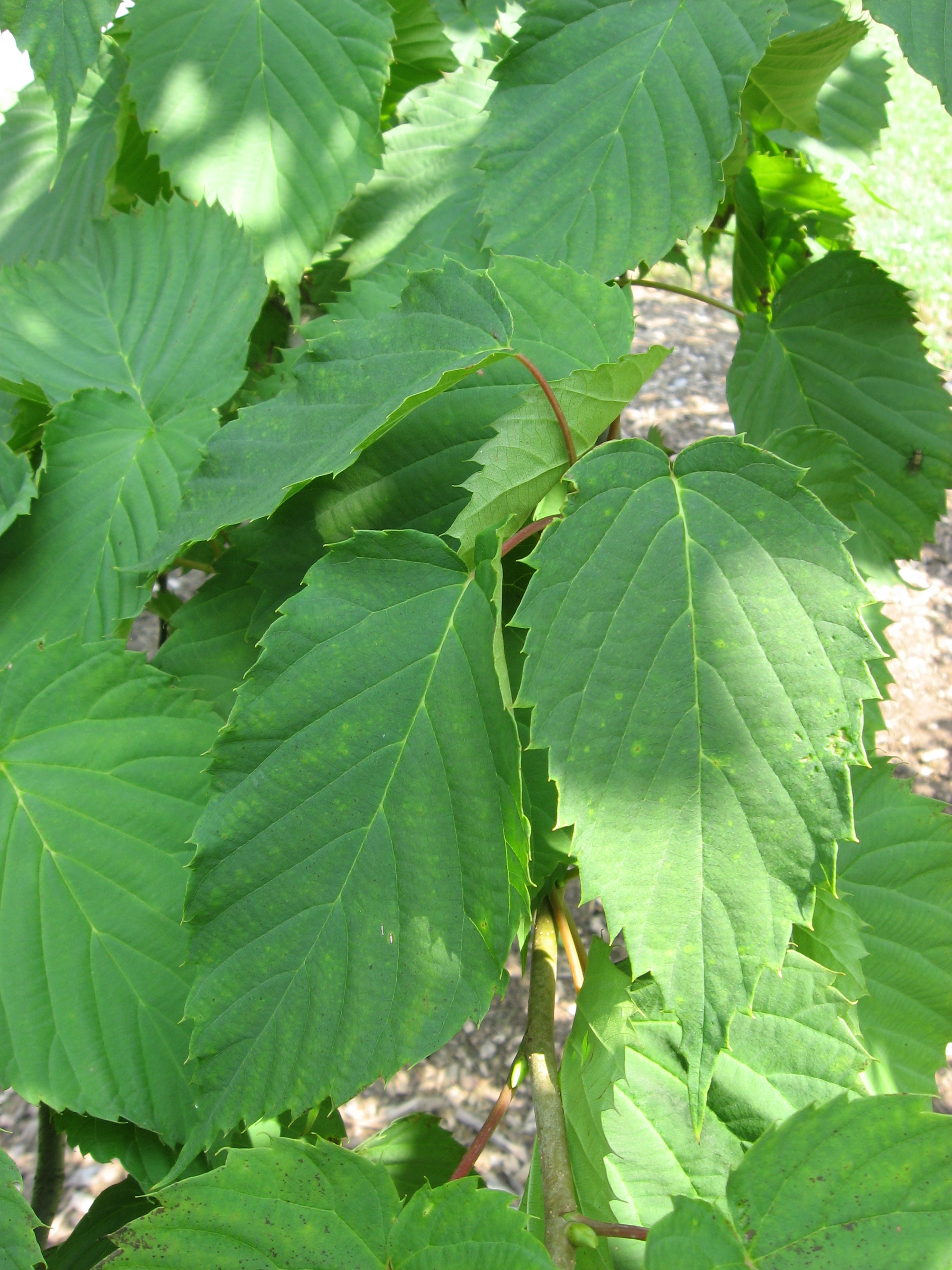
Levelei
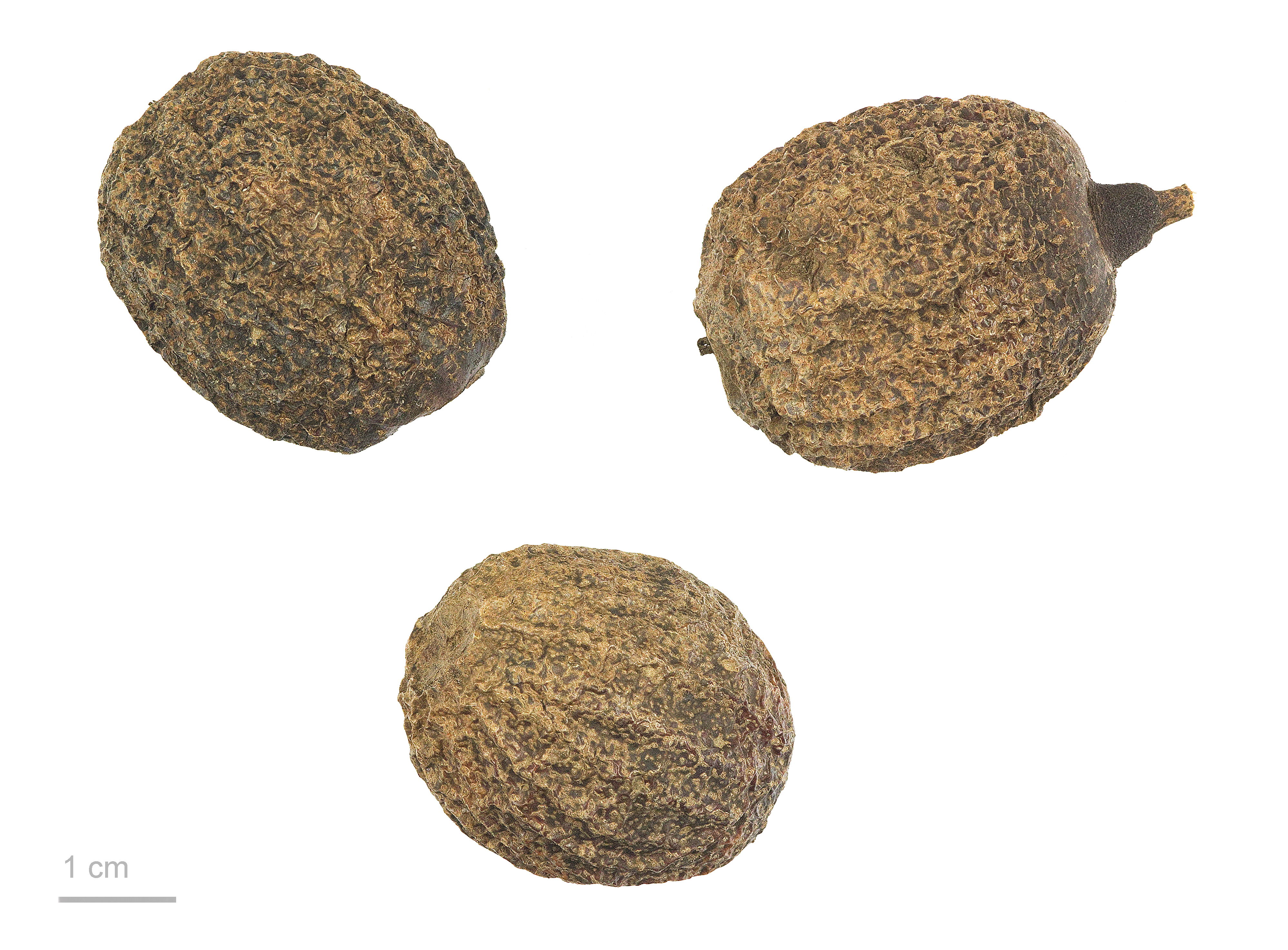
Termések

## Fordítás
- Ez a szócikk részben vagy egészben  a   Davidia involucrata című angol Wikipédia-szócikk ezen változatának fordításán alapul.  Az eredeti cikk szerkesztőit annak laptörténete sorolja fel. Ez a jelzés csupán a megfogalmazás eredetét és a szerzői jogokat jelzi, nem szolgál a cikkben szereplő információk forrásmegjelöléseként.